# Zbiór nieprzeliczalny
Zbiór nieprzeliczalny – zbiór, który nie jest przeliczalny. Inaczej: zbiór nieskończony, który nie jest równoliczny ze zbiorem liczb naturalnych (zatem ma większą moc). Pojęcie zbioru nieprzeliczalnego pochodzi od Georga Cantora.

## Podstawowe własności
- Suma dwóch (i dowolnej ilości) zbiorów nieprzeliczalnych jest zbiorem nieprzeliczalnym.
- Różnica zbioru nieprzeliczalnego i przeliczalnego jest zbiorem nieprzeliczalnym.
- Iloczyn kartezjański dowolnej ilości zbiorów nieprzeliczalnych jest zbiorem nieprzeliczalnym.

## Przykłady
- zbiór liczb rzeczywistych jest nieprzeliczalny (patrz: rozumowanie przekątniowe)
- zbiór liczb niewymiernych jest nieprzeliczalny
- zbiór liczb przestępnych jest nieprzeliczalny
- zbiór Cantora jest nieprzeliczalny
- zbiór wszystkich podzbiorów zbioru liczb naturalnych jest nieprzeliczalny.

Wszystkie wyszczególnione zbiory są mocy continuum. Negacja hipotezy continuum, która mówi że istnieje nieprzeliczalna liczba kardynalna mniejsza od continuum, jest niesprzeczna z teorią mnogości ZFC.